# 34202 Sionaprasad
34202 Sionaprasad è un asteroide della fascia principale. Scoperto nel 2000, presenta un'orbita caratterizzata da un semiasse maggiore pari a 2,7226648 au e da un'eccentricità di 0,1092050, inclinata di 8,29907° rispetto all'eclittica.